# Ercheia nigroguttata
Ercheia nigroguttata är en fjärilsart som beskrevs av Embrik Strand 1914. Ercheia nigroguttata ingår i släktet Ercheia och familjen nattflyn. Inga underarter finns listade i Catalogue of Life.